# Hyperolius
Hyperolius är ett släkte av groddjur. Hyperolius ingår i familjen gräsgrodor.

## Dottertaxa tillHyperolius, i alfabetisk ordning[1]
- Hyperolius acuticephalus
- Hyperolius acuticeps
- Hyperolius acutirostris
- Hyperolius ademetzi
- Hyperolius adspersus
- Hyperolius albofrenatus
- Hyperolius argus
- Hyperolius atrigularis
- Hyperolius balfouri
- Hyperolius baumanni
- Hyperolius benguellensis
- Hyperolius bicolor
- Hyperolius bobirensis
- Hyperolius bocagei
- Hyperolius bolifambae
- Hyperolius bopeleti
- Hyperolius brachiofasciatus
- Hyperolius camerunensis
- Hyperolius castaneus
- Hyperolius chlorosteus
- Hyperolius chrysogaster
- Hyperolius cinereus
- Hyperolius cinnamomeoventris
- Hyperolius concolor
- Hyperolius cystocandicans
- Hyperolius diaphanus
- Hyperolius dintelmanni
- Hyperolius discodactylus
- Hyperolius endjami
- Hyperolius fasciatus
- Hyperolius ferreirai
- Hyperolius ferrugineus
- Hyperolius frontalis
- Hyperolius fuscigula
- Hyperolius fusciventris
- Hyperolius ghesquieri
- Hyperolius glandicolor
- Hyperolius gularis
- Hyperolius guttulatus
- Hyperolius horstockii
- Hyperolius houyi
- Hyperolius hutsebauti
- Hyperolius igbettensis
- Hyperolius inornatus
- Hyperolius kachalolae
- Hyperolius kibarae
- Hyperolius kihangensis
- Hyperolius kivuensis
- Hyperolius kuligae
- Hyperolius lamottei
- Hyperolius langi
- Hyperolius lateralis
- Hyperolius laticeps
- Hyperolius laurenti
- Hyperolius leleupi
- Hyperolius leucotaenius
- Hyperolius lucani
- Hyperolius maestus
- Hyperolius major
- Hyperolius marginatus
- Hyperolius mariae
- Hyperolius marmoratus
- Hyperolius minutissimus
- Hyperolius mitchelli
- Hyperolius molleri
- Hyperolius montanus
- Hyperolius mosaicus
- Hyperolius nasicus
- Hyperolius nasutus
- Hyperolius nienokouensis
- Hyperolius nimbae
- Hyperolius nitidulus
- Hyperolius obscurus
- Hyperolius occidentalis
- Hyperolius ocellatus
- Hyperolius parallelus
- Hyperolius pardalis
- Hyperolius parkeri
- Hyperolius phantasticus
- Hyperolius pickersgilli
- Hyperolius picturatus
- Hyperolius pictus
- Hyperolius platyceps
- Hyperolius polli
- Hyperolius polystictus
- Hyperolius poweri
- Hyperolius protchei
- Hyperolius pseudargus
- Hyperolius puncticulatus
- Hyperolius punctulatus
- Hyperolius pusillus
- Hyperolius pustulifer
- Hyperolius pyrrhodictyon
- Hyperolius quadratomaculatus
- Hyperolius quinquevittatus
- Hyperolius reesi
- Hyperolius rhizophilus
- Hyperolius rhodesianus
- Hyperolius riggenbachi
- Hyperolius robustus
- Hyperolius rubrovermiculatus
- Hyperolius sankuruensis
- Hyperolius schoutedeni
- Hyperolius seabrai
- Hyperolius semidiscus
- Hyperolius sheldricki
- Hyperolius soror
- Hyperolius spatzi
- Hyperolius spinigularis
- Hyperolius steindachneri
- Hyperolius stenodactylus
- Hyperolius substriatus
- Hyperolius swynnertoni
- Hyperolius sylvaticus
- Hyperolius tanneri
- Hyperolius thomensis
- Hyperolius thoracotuberculatus
- Hyperolius tornieri
- Hyperolius torrentis
- Hyperolius tuberculatus
- Hyperolius tuberilinguis
- Hyperolius watsonae
- Hyperolius wermuthi
- Hyperolius vilhenai
- Hyperolius viridiflavus
- Hyperolius viridigulosus
- Hyperolius viridis
- Hyperolius xenorhinus
- Hyperolius zonatus